# Campeonato Descentralizado 2003
El Campeonato Descentralizado de Fútbol Profesional del Perú se llevó a cabo entre los meses de marzo de 2003 y enero de 2004. Participaron 12 equipos. Alianza Lima se coronó campeón nacional, mientras que Sporting Cristal fue subcampeón. Debido a problemas de pago con los jugadores, estos decidieron no jugar el campeonato a partir de la fecha 15 del Torneo Clausura. Los equipos entonces, enviaron a los jugadores sub-20 a enfrentar el campeonato. Estos encuentros fueron anulados y se decidió, una vez solucionados los problemas, declarar campeón al equipo que iba puntero hasta el momento de la suspensión. En enero de 2004 Alianza Lima y Sporting Cristal, campeón del Torneo Apertura, jugaron un partido extra para definir el título, Alianza Lima ganó el partido y se coronó campeón nacional de ese año.

## Ascensos y descensos
Hubo 2 Descensos en la Temporada 2002 y 2 Ascensos (1 Campeón de Copa Perú y 1 Campeón Segunda División) en esta Temporada.
Por lo que se Mantienen los mismos 12 equipos para este 2003.
| Posición                        | Descendidos a la Copa Perú 2003                                            |
| ------------------------------- | -------------------------------------------------------------------------- |
| 10° 1D 2002 Perd. Part. Perman. | Juan Aurich (Copa Perú 2003 Región I de la Etapa Regional) (D)             |
| 12° 1D 2002                     | Sport Coopsol Trujillo (Copa Perú 2003 Región II de la Etapa Regional) (D) |

| Posición            | Ascendidos de la Copa Perú y Segunda División 2002   |
| ------------------- | ---------------------------------------------------- |
| 1. 1º Final CP 2002 | Atlético Universidad (Copa Perú 2002 Final) Asciende |
| 2. 1º 2D 2002       | Unión Huaral (Segunda División 2002) Asciende        |

## Torneo Apertura
Sporting Cristal salió campeón del Apertura clasificando a la final nacional y a la Copa Libertadores 2004.
| Pos. | Equipo                  | Pts. | PJ | PG | PE | PP | GF | GC | DG  |
| ---- | ----------------------- | ---- | -- | -- | -- | -- | -- | -- | --- |
| 1    | Sporting Cristal        | 49   | 22 | 15 | 4  | 3  | 50 | 20 | +30 |
| 2    | Alianza Lima            | 46   | 22 | 14 | 4  | 4  | 40 | 20 | +20 |
| 3    | Coronel Bolognesi       | 35   | 22 | 9  | 8  | 5  | 30 | 22 | +8  |
| 4    | Cienciano               | 34   | 22 | 10 | 4  | 8  | 31 | 22 | +9  |
| 5    | Sport Boys              | 31   | 22 | 8  | 7  | 7  | 34 | 28 | +6  |
| 6    | Alianza Atlético        | 29   | 22 | 7  | 8  | 7  | 29 | 28 | +1  |
| 7    | Unión Huaral            | 29   | 22 | 8  | 5  | 9  | 28 | 40 | –12 |
| 8    | Universitario           | 28   | 22 | 7  | 7  | 8  | 32 | 35 | –3  |
| 9    | FBC Melgar              | 22   | 22 | 5  | 7  | 10 | 20 | 30 | –10 |
| 10   | Estudiantes de Medicina | 21   | 22 | 6  | 3  | 13 | 23 | 35 | –12 |
| 11   | Deportivo Wanka         | 19   | 22 | 4  | 7  | 11 | 22 | 31 | –9  |
| 12   | Atlético Universidad    | 18   | 22 | 4  | 6  | 12 | 25 | 43 | –18 |

### Resultados
| Local \ Visitante       | AAS | ALI | ATL | CIE | BOL | WAN | EST | MEL | SBA | CRI | HUA | UNI |
| ----------------------- | --- | --- | --- | --- | --- | --- | --- | --- | --- | --- | --- | --- |
| Alianza Atlético        |     | 1–2 | 4–1 | 2–1 | 1–1 | 2–0 | 1–0 | 2–0 | 1–1 | 0–0 | 2–2 | 1–1 |
| Alianza Lima            | 1–2 |     | 1–0 | 0–0 | 5–1 | 2–0 | 2–1 | 2–0 | 2–1 | 3–0 | 3–0 | 1–0 |
| Atlético Universidad    | 1–1 | 2–1 |     | 3–4 | 0–1 | 1–0 | 0–1 | 3–0 | 1–0 | 1–4 | 2–2 | 1–1 |
| Cienciano               | 0–0 | 1–0 | 2–0 |     | 3–0 | 0–1 | 3–0 | 2–1 | 1–0 | 2–2 | 3–0 | 2–0 |
| Coronel Bolognesi       | 3–1 | 2–2 | 2–2 | 2–1 |     | 2–2 | 2–1 | 0–2 | 1–1 | 1–0 | 2–0 | 2–0 |
| Deportivo Wanka         | 1–2 | 0–2 | 3–0 | 3–2 | 1–2 |     | 3–1 | 0–1 | 0–0 | 0–3 | 1–2 | 2–2 |
| Estudiantes de Medicina | 3–1 | 0–1 | 2–0 | 2–1 | 0–1 | 1–1 |     | 3–1 | 3–2 | 0–1 | 1–1 | 0–1 |
| Melgar                  | 3–1 | 0–0 | 2–2 | 3–0 | 1–1 | 1–1 | 1–1 |     | 1–2 | 1–2 | 1–0 | 0–0 |
| Sport Boys              | 2–2 | 2–2 | 1–0 | 1–0 | 2–2 | 1–0 | 3–1 | 1–1 |     | 3–2 | 5–0 | 4–3 |
| Sporting Cristal        | 1–0 | 5–2 | 5–0 | 1–0 | 2–0 | 1–1 | 2–1 | 4–0 | 2–1 |     | 6–1 | 4–1 |
| Unión Huaral            | 1–0 | 0–2 | 3–2 | 0–0 | 2–2 | 2–1 | 4–1 | 1–0 | 2–1 | 1–2 |     | 3–1 |
| Universitario           | 3–2 | 2–4 | 3–3 | 1–3 | 3–0 | 1–1 | 3–0 | 2–0 | 1–0 | 1–1 | 2–1 |     |

### Fase clasificatoria a la Copa Sudamericana 2003
La fase clasificatoria a la Copa Sudamericana 2003 se definió entre los cuatro primeros del Apertura, en la que se enfrentarían el primero contra el cuarto y el segundo contra el tercero. Tanto el primero como el segundo tenían la opción de decidir la sede de los partidos de ida y vuelta. Sólo dos clasificarían a la Copa Sudamericana 2003, la llave se definió mediante la diferencia de goles en partidos de ida y vuelta.
1.ro vs. 4.to
| Fecha | Local            | Resultado | Visitante        | Estadio              |
| --- | ---------------- | --------- | ---------------- | -------------------- |
| 6 de julio                                                                                               | Cienciano        | 1 - 1     | Sporting Cristal | Garcilaso de la Vega |
| 9 de julio                                                                                               | Sporting Cristal | 1 - 2     | Cienciano        | San Martín de Porres |
| Cienciano clasifica a la Copa Sudamericana 2003 al ganar 3 a 2 a Sporting Cristal en el marcador global. |                  |           |                  |                      |

2.do vs. 3.ro
| Fecha | Local             | Resultado | Visitante         | Estadio       |
| --- | ----------------- | --------- | ----------------- | ------------- |
| 6 de julio                                                                                                   | Alianza Lima      | 0 - 0     | Coronel Bolognesi | Matute        |
| 9 de julio                                                                                                   | Coronel Bolognesi | 1 - 2     | Alianza Lima      | Jorge Basadre |
| Alianza Lima clasifica a la Copa Sudamericana 2003 al ganar 2 a 1 a Coronel Bolognesi en el marcador global. |                   |           |                   |               |

Clasificados a la Copa Sudamericana 2003
- Cienciano
- Alianza Lima

## Torneo Clausura
Durante este torneo hubo una huelga de jugadores que hizo que no se jueguen todas las fechas. La mayoría de los partidos de las fechas 16 y 17 fueron jugados con sub-20, siendo luego anulados. A raíz de esto se decidió también anular el descenso.
Finalmente mediante una resolución se decidió proclamar ganador a Alianza Lima que iba primero tanto en el Torneo Clausura como en la tabla acumulada en el momento de la suspensión del campeonato.
| Pos. | Equipo                  | Pts. | PJ | PG | PE | PP | GF | GC | DG  |
| ---- | ----------------------- | ---- | -- | -- | -- | -- | -- | -- | --- |
| 1    | Alianza Lima            | 34   | 15 | 10 | 4  | 1  | 29 | 9  | +20 |
| 2    | Alianza Atlético        | 29   | 15 | 8  | 5  | 2  | 25 | 13 | +12 |
| 3    | Sporting Cristal        | 27   | 15 | 7  | 6  | 2  | 29 | 18 | +11 |
| 4    | Sport Boys              | 27   | 15 | 8  | 3  | 4  | 27 | 17 | +10 |
| 5    | Coronel Bolognesi       | 25   | 15 | 8  | 1  | 6  | 24 | 18 | +6  |
| 6    | FBC Melgar              | 22   | 15 | 7  | 1  | 7  | 26 | 22 | +4  |
| 7    | Unión Huaral            | 21   | 15 | 6  | 3  | 6  | 12 | 17 | –5  |
| 8    | Cienciano               | 15   | 14 | 4  | 3  | 7  | 17 | 20 | –3  |
| 9    | Atlético Universidad    | 15   | 14 | 4  | 3  | 7  | 10 | 18 | –8  |
| 10   | Universitario           | 13   | 15 | 3  | 4  | 8  | 12 | 21 | –9  |
| 11   | Deportivo Wanka         | 13   | 15 | 3  | 4  | 8  | 11 | 24 | –13 |
| 12   | Estudiantes de Medicina | 6    | 15 | 1  | 3  | 11 | 10 | 35 | –25 |

### Resultados
| Local \ Visitante       | AAS | ALI | ATL | CIE | BOL | WAN | EST | MEL | SBA | CRI | HUA | UNI |
| ----------------------- | --- | --- | --- | --- | --- | --- | --- | --- | --- | --- | --- | --- |
| Alianza Atlético        |     | —   | —   | 4–1 | 3–2 | —   | 3–1 | 2–1 | 2–0 | 1–1 | 1–1 | 2–0 |
| Alianza Lima            | 2–0 |     | 5–0 | 1–0 | 2–1 | 2–1 | —   | —   | 1–0 | 2–2 | 3–0 | 1–1 |
| Atlético Universidad    | 0–0 | —   |     | —   | 1–2 | 1–0 | 0–0 | 1–2 | —   | —   | 2–0 | 2–0 |
| Cienciano               | 1–1 | —   | —   |     | —   | 3–0 | —   | 2–1 | 1–1 | 3–4 | —   | 2–0 |
| Coronel Bolognesi       | —   | —   | 1–2 | 2–0 |     | —   | 0–1 | 3–0 | —   | 0–4 | 0–1 | 3–1 |
| Deportivo Wanka         | 0–2 | 1–0 | 1–1 | —   | 1–1 |     | 2–0 | —   | 0–4 | —   | 0–3 | 1–1 |
| Estudiantes de Medicina | —   | 0–0 | —   | 2–3 | 1–4 | 0–4 |     | —   | 2–2 | 1–2 | —   | 1–2 |
| Melgar                  | 1–3 | 1–1 | 1–0 | 1–0 | —   | 4–0 | 4–0 |     | 2–3 | —   | —   | 4–1 |
| Sport Boys              | —   | 1–3 | 1–0 | —   | 0–1 | —   | 5–0 | 3–2 |     | 1–1 | 1–0 | —   |
| Sporting Cristal        | —   | —   | 3–0 | 0–0 | 1–3 | 2–0 | 3–1 | 3–1 | 2–4 |     | 1–1 | —   |
| Unión Huaral            | 1–0 | 0–4 | 2–0 | 2–1 | —   | 0–0 | 1–0 | 0–1 | —   | —   |     | —   |
| Universitario           | 1–1 | 1–2 | —   | 1–0 | 0–1 | —   | —   | —   | 0–1 | 0–0 | 3–0 |     |

## Tabla acumulada
| Pos. | Equipo                  | Pts. | PJ | PG | PE | PP | GF | GC | DG  |
| ---- | ----------------------- | ---- | -- | -- | -- | -- | -- | -- | --- |
| 1    | Alianza Lima            | 80   | 37 | 24 | 8  | 5  | 69 | 29 | +40 |
| 2    | Sporting Cristal        | 76   | 37 | 22 | 10 | 5  | 79 | 38 | +41 |
| 3    | Coronel Bolognesi       | 60   | 37 | 17 | 9  | 11 | 54 | 50 | +4  |
| 4    | Sport Boys              | 58   | 37 | 16 | 10 | 11 | 61 | 45 | +16 |
| 5    | Alianza Atlético        | 58   | 37 | 15 | 13 | 9  | 54 | 41 | +13 |
| 6    | Unión Huaral            | 50   | 37 | 14 | 8  | 15 | 40 | 57 | –17 |
| 7    | Cienciano               | 49   | 36 | 14 | 7  | 15 | 48 | 42 | +6  |
| 8    | FBC Melgar              | 44   | 37 | 12 | 8  | 17 | 46 | 52 | –6  |
| 9    | Universitario           | 41   | 37 | 10 | 11 | 16 | 44 | 56 | –12 |
| 10   | Atlético Universidad    | 33   | 36 | 8  | 9  | 19 | 35 | 61 | –26 |
| 11   | Deportivo Wanka         | 32   | 37 | 7  | 11 | 19 | 33 | 55 | –22 |
| 12   | Estudiantes de Medicina | 27   | 37 | 7  | 6  | 24 | 33 | 70 | –37 |

|  |                                                      |
|  | 1°, 2° y 7° Clasificados a la Copa Libertadores 2004 |
|  | 1° y 7° Clasificados a la Copa Sudamericana 2003     |
|  | 3° y 5° Clasificados a la Copa Sudamericana 2004     |
|  | Ninguno Descendido a la Segunda División 2004 *      |

* No hubo descenso

## Final Nacional
| 31 de enero del 2004, 20:00 | Alianza Lima           | 2:1 (1:1) (t. s.) | Sporting Cristal | Estadio Nacional, Lima                                   |                                                          |
|                             | Silva 33' · Farfán 93' |                   | 27' Soto         | Asistencia: 25 108 espectadores Árbitro(s): Manuel Garay | Asistencia: 25 108 espectadores Árbitro(s): Manuel Garay |

|                          |
| Campeón Nacional         |
| Alianza Lima 20.º título |

## Clasificación internacional
- Después de que se suspendió la huelga en enero de 2004, se decidió, dado que el torneo no se había completado, realizar un torneo clasificatorio que decidiría la asignación de la tercera plaza peruana para la Copa Libertadores 2004. El torneo debía incluir cuatro equipos, en principio del tercero al sexto equipo según la tabla agregada. Pero como Cienciano había jugado un partido menos y habría superado a Unión Huaral si hubieran ganado o empatado su partido pendiente (ante Atlético Universidad, que nunca se jugó por la suspensión del Clausura 2003), se celebró un desempate preliminar entre ellos. Sport Boys se retiró del torneo en desacuerdo con la decisión. Si las rondas 16 y 17 del Torneo Clausura no hubiesen sido anuladas, el equipo habría sido tercero en la tabla general y podría haber reclamado el puesto restante. Además, algunos equipos vieron el torneo como una forma de favorecer a Cienciano, que acababa de ganar la Copa Sudamericana 2003, para darles la oportunidad de representar a Perú en la Copa Libertadores.

- Cienciano clasificó a la Copa Libertadores 2004 al ganar un cuadrangular (de tres equipos) que la FPF forzó a jugarse por dicho cupo, en donde Sport Boys decide no participar en dicho cuadrangular debido a que el cupo a la Copa Libertadores le correspondía a ellos (Sport Boys argumentaba quedar tercero en la tabla acumulada considerando las fechas 16 y 17 del Torneo Clausura que se jugó con jugadores sub-20). Cienciano también asistiría a la Copa Sudamericana 2004 por ser campeón de la Copa Sudamericana 2003.

### Clasificación preliminar
| 22 de enero del 2004 | Unión Huaral                      | 2:2 (1:1) | Cienciano              | Estadio Julio Lores Colán, Huaral                       |                                                         |
|                      | Meza-Cuadra 5' · Vegas 49' (pen.) |           | 39' Carty · 76' Ibarra | Asistencia: Sin datos sobre espectadores Árbitro(s): ¿? | Asistencia: Sin datos sobre espectadores Árbitro(s): ¿? |

| 25 de enero del 2004 | Cienciano             | 2:0 (1:0) | Unión Huaral | Estadio Inca Garcilaso de la Vega, Cuzco                |                                                         |
|                      | Carty 2' · Ibarra 80' |           |              | Asistencia: Sin datos sobre espectadores Árbitro(s): ¿? | Asistencia: Sin datos sobre espectadores Árbitro(s): ¿? |

### Grupo clasificatorio
| # | Equipo            | PJ        | PG        | PE        | PP        | GF        | GC        | DG        | PTOS      |
| - | ----------------- | --------- | --------- | --------- | --------- | --------- | --------- | --------- | --------- |
| 1 | Cienciano         | 2         | 2         | 0         | 0         | 3         | 0         | +3        | 6         |
| 2 | Alianza Atlético  | 2         | 1         | 0         | 1         | 1         | 1         | 0         | 3         |
| 3 | Coronel Bolognesi | 2         | 0         | 0         | 2         | 0         | 3         | –3        | 0         |
| 4 | Sport Boys        | Se retiró | Se retiró | Se retiró | Se retiró | Se retiró | Se retiró | Se retiró | Se retiró |

     Clasificado a la Copa Libertadores 2004

     Clasificado a la Copa Sudamericana 2004

#### Resultados
| 29 de enero del 2004 | Alianza Atlético  | 1:0 (1:0) | Coronel Bolognesi | Estadio Nacional, Lima                                  |                                                         |
|                      | 56' (pen.) García |           |                   | Asistencia: Sin datos sobre espectadores Árbitro(s): ¿? | Asistencia: Sin datos sobre espectadores Árbitro(s): ¿? |

| 1 de febrero del 2004 | Cienciano  | 1:0 (0:0) | Alianza Atlético | Estadio Nacional, Lima                                  |                                                         |
|                       | Balbín 89' |           |                  | Asistencia: Sin datos sobre espectadores Árbitro(s): ¿? | Asistencia: Sin datos sobre espectadores Árbitro(s): ¿? |

| 4 de febrero del 2004 | Coronel Bolognesi | 0:2 (0:2) | Cienciano                | Estadio Nacional, Lima                                  |                                                         |
|                       |                   |           | 21' Acasiete · 26' Carty | Asistencia: Sin datos sobre espectadores Árbitro(s): ¿? | Asistencia: Sin datos sobre espectadores Árbitro(s): ¿? |

## Goleadores
| Jugador                                | Jugador             | Goles | Equipo                                |
| -------------------------------------- | ------------------- | ----- | ------------------------------------- |
| Bandera de Argentina · Bandera de Perú | Luis Alberto Bonnet | 20    | Sporting Cristal                      |
| Bandera de Perú                        | Pedro García        | 19    | Alianza Atlético                      |
| Bandera de Argentina · Bandera de Perú | Sergio Ibarra       | 19    | Unión Huaral, Estudiantes de Medicina |
| Bandera de Perú                        | Paul Cominges       | 15    | Universitario                         |
| Bandera de Perú                        | Carlos Orejuela     | 14    | Sport Boys                            |
| Bandera de Perú                        | Roberto Holsen      | 13    | Alianza Atlético, Cienciano           |
| Bandera de Perú                        | Jorge Soto          | 13    | Sporting Cristal                      |
| Bandera de Perú                        | Jefferson Farfán    | 13    | Alianza Lima                          |
| Bandera de Perú                        | Miguel Mostto       | 12    | Coronel Bolognesi                     |
| Bandera de Brasil                      | Sergio Júnior       | 11    | Sporting Cristal                      |
| Bandera de Perú                        | Johan Fano          | 11    | Coronel Bolognesi                     |
| Bandera de Perú                        | Wilmer Aguirre      | 11    | Alianza Lima                          |